# Arrhopalites pygmaeus
Arrhopalites pygmaeus är en urinsektsart som först beskrevs av Wankel 1860.  Arrhopalites pygmaeus ingår i släktet Arrhopalites och familjen Arrhopalitidae. Artens status i Sverige är: . Inga underarter finns listade i Catalogue of Life.